# Обливное
Обливное  — деревня в Аркадакском районе Саратовской области России.
Деревня входит в состав Львовского сельского поселения.

## География
расположена на правом берегу реки Большой Аркадак. Близлежащие населённые пункты: село Ивановка и село Львовка.

## Уличная сеть
- улица Садовая.

## Население
| 2010 |
| ---- |
| 24   |

## История
Согласно «Списку населенных мест Российской империи по сведениям 1859 года» Саратовская губерния, Балашовский уезд, стан 1: деревня Обливная владельческая, при реке Аркадак, число дворов -58, жителей мужского пола - 239, женского пола - 246. На 1911 год деревня входит в Балашовский уезд, Ивановская 1-я волость. Согласно "Списку населенных мест Саратовской губернии по сведениям на 1911 год", деревня Обливная бывшая владельческая г. Кривцова; число дворов - 126, жителей мужского пола - 509, женского пола -528, всего – 1037. В деревне была церковная школа. В 30-е годы XX века в Обливном была организована сельхозартель "имени Степана Разина", объединившая 106 дворов.